# Rarden (Ohio)
Rarden – wieś w Stanach Zjednoczonych, w stanie Ohio, w hrabstwie Scioto.